# Parque nacional de Bantimurung-Bulusaraung
El Parque nacional de Bantimurung Bulusaraung es un parque nacional indonesio que se encuentra en Célebes Meridional. El parque contiene la zona kárstica de Rammang-Rammang, la segunda mayor zona de este tipo del mundo, después de la del sudeste de China.